# Século XXVI a.C.
Milênio:  Quarto Milênio a.C. - Terceiro Milênio a.C. - Segundo Milênio a.C.
Século:  Século XXVII a.C. - Século XXVI a.C. - Século XXV a.C.

## Eventos
- Desenvolve-se na região da Mesopotâmia o Império dos Sumérios.
- O Camelo-bactriano e o dromedário são domesticados.
- c. 2600 a.C. – A Civilização do Vale do Indo torne-se muito poderosa na região.
- c. 2589 a.C. - Faraó Quéops começa a reinar (outra data seria 2601 a.C.).
- c. 2578 a.C. - Quéops morre.
- c. 2533 a.C. - Miquerinos começa a governar o Antigo Egito.
- c. 2515 a.C. - Miquerinos morre.
- c. 2500 a.C.:
  - A lendária geração de Três Augustos e os Cinco Imperadores começa na China com o Imperador Huangdi.
  - A construção de Stonehenge recomeça e continua por mais 500 anos.